# Nevesinjsko polje
Nevesinjsko polje (serb. Невесињско поље) – polje w Bośni i Hercegowinie, w Republice Serbskiej.

## Opis
Leży w środkowej Hercegowinie i zajmuje powierzchnię ok. 180 km². Jego wysokość bezwzględna waha się w przedziale 818–1108 m n.p.m. Przepływa przez nie rzeka Zalomka wraz z dopływami: Bukovikiem, Vučine i Zovidolską.
Obszar polja wykorzystywany jest rolniczo do uprawy zbóż, owoców i warzyw oraz hodowli bydła. Najważniejszą miejscowością jest Nevesinje.